# Oman wielki

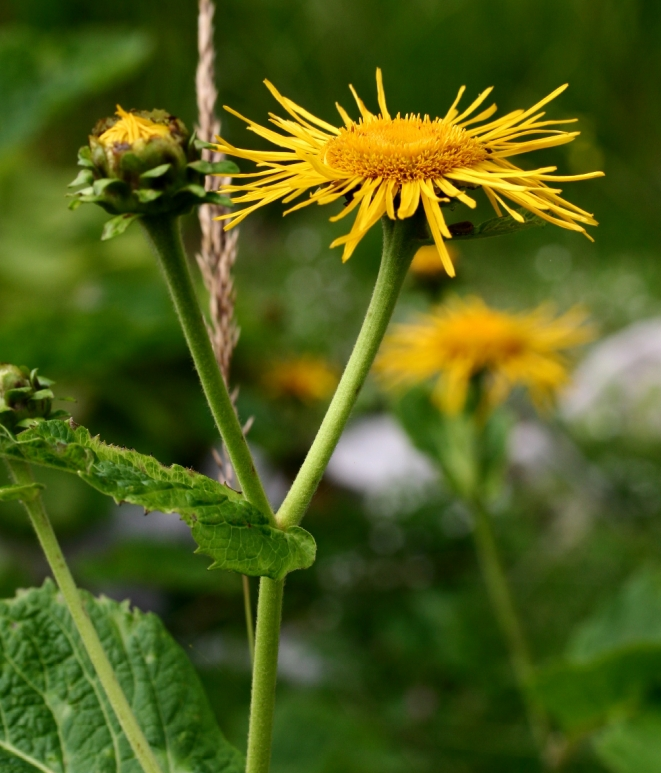
Łodyga z kwiatem

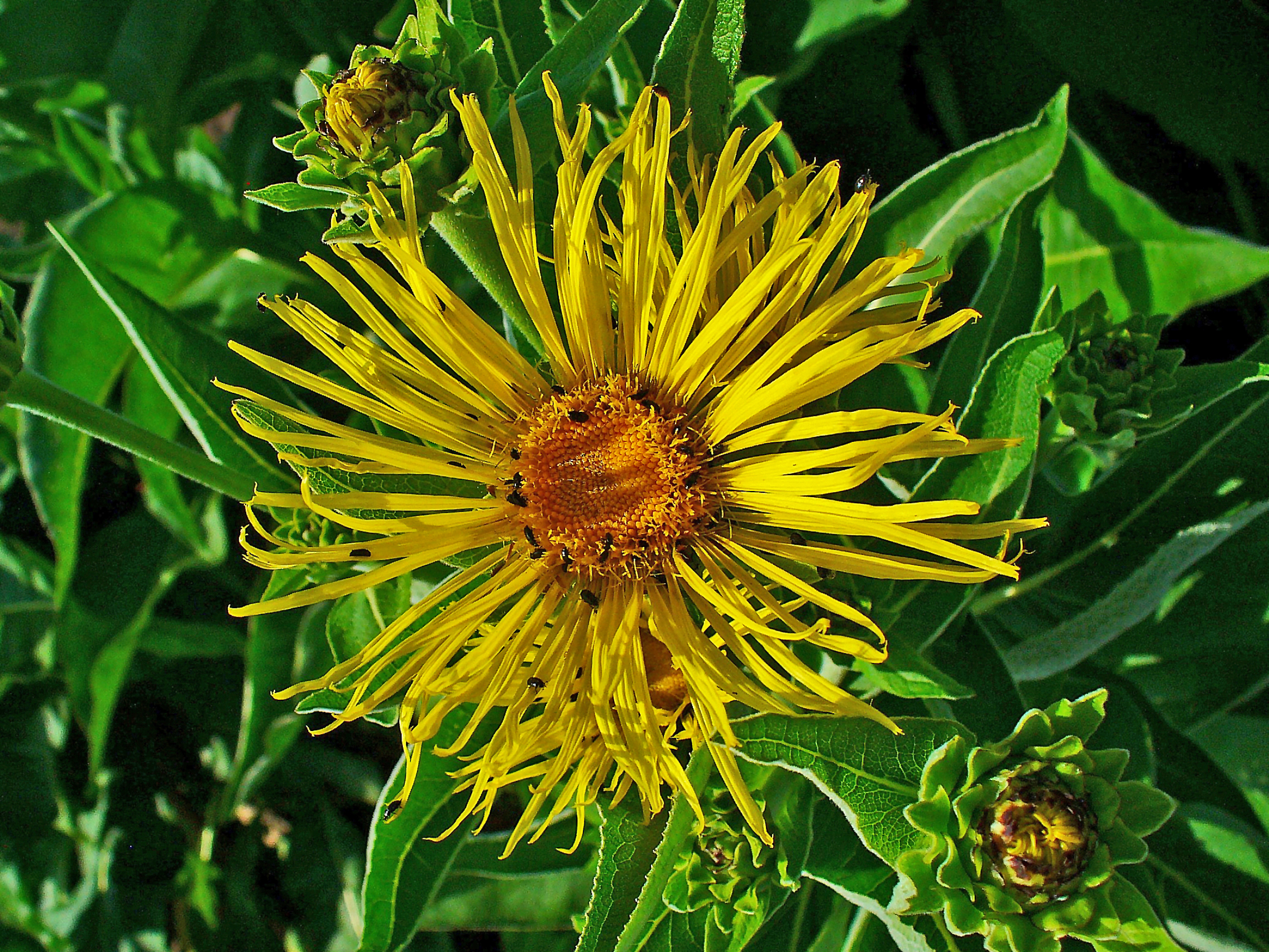
Kwiatostan

Oman wielki (Inula helenium) – gatunek rośliny wieloletniej z rodziny astrowatych. Jego zasięg pierwotny obejmuje południowo-wschodnią Europę (Półwysep Apeniński i Bałkański, Ukrainę i południową Rosję), Kaukaz, Azję Mniejszą, Irak, Iran i Azję Środkową po zachodnie Chiny. Jako gatunek introdukowany rośnie niemal w całej Europie, na Dalekim Wschodzie i w Ameryce Północnej. We florze Polski ma status kenofitu. Jest rozpowszechniony zwłaszcza na południu i na Lubelszczyźnie, nieco rzadziej w pasie pojezierzy, najrzadszy jest w środkowej części kraju.

## Morfologia
PokrójOkazała roślina zielna osiągająca wysokość do 1,5, czasem do 2 m wysokości. Łodyga jest prosto wzniesiona, bruzdowana, u góry rozgałęziona i owłosiona. Pod ziemią grube kłącze.
LiścieOkazałe, owłosione – od góry przylegająco, od spodu filcowato. Liście odziomkowe są jajowate lub eliptyczne, mają zaostrzony wierzchołek i nasadę blaszki zwężającą się w długi ogonek. Osiągają do 80 cm długości. Liście łodygowe są lancetowate, krótkoogonkowe do siedzących, z nasadą sercowatą, zbiegającą po łodydze. Brzeg blaszki jest karbowany lub ząbkowany.
KwiatyZłotożółte koszyczki kwiatowe o średnicy ok. 6–7 cm, czasem do 8 cm wyrastają pojedynczo na szczycie łodygi lub tworzą na końcach pędów luźny kwiatostan złożony. Okrywę koszyczka tworzą listki wyrastające w 6–7 szeregach. Te zewnętrzne są podobne do liści i osiągają do 4 cm długości, wewnętrzne mają łopatkowaty kształt i osiągają do 1 cm długości i 3–5 mm szerokości. Brzeżne kwiaty języczkowe są bardzo liczne (jest ich zwykle od kilkudziesięciu do 100). Ich języczki są równowąskie, osiągają do 1,5 mm szerokości i są ok. dwa razy dłuższe od okrywy (osiągają 3–4 cm długości). Wewnątrz koszyczka znajdują się kwiaty rurkowate.
OwoceNiełupki długości 4–5 mm, nagie, bruzdowane, z puchem kielichowym tworzonym przez długie, brązowawe włoski.
Gatunek podobnySmotrawa okazała Telekia speciosa ma owoce bez puchu kielichowego (tylko z błoniastym rąbkiem); dolne liście z blaszką jajowato-sercowatą, osadzoną na krótkim ogonku.

## Biologia i ekologia
Bylina, hemikryptofit. Kwitnie od lipca do października. 
W Europie Środkowej rośnie na skrajach lasów i pastwisk, wzdłuż przydroży i na brzegach rzek.

## Zastosowanie
Roślina wykorzystywana jest jako lecznicza, przyprawowa i barwierska.

### Roślina lecznicza
- Surowiec zielarski – kłącze z korzeniami (Helenii rhizoma, także Radix inulae[9])
  - Skład chemiczny – mieszanina laktonów seskwiterpenowych (zwana „heleniną” i „kamforą omanu”), olejek eteryczny (od 1 do 3%), fitosterole, triterpeny, inulina do 44%[9].
- Działanie: Oman wielki stosowany jest w medycynie głównie ze względu na substancje o działaniu wykrztuśnym (korzeń). Tradycyjnie stosowany jest też jako lek żółciopędny, żołądkowy, wiatropędny, napotny i moczopędny. Używany jest też do dezynfekcji przy schorzeniach skóry, infekcjach dróg moczowych i przeciw pasożytom wewnętrznym. Działanie antybiotyczne, moczopędne i żółciotwórcze potwierdzono w badaniach[9]. Stanowi bogate źródło inuliny[9].

## Uprawa
Jest wystarczająco mrozoodporny (strefy mrozoodporności 5–10) i nie ma specjalnych wymagań co do gleby. Może rosnąć na stanowiskach słonecznych lub częściowo zacienionych. Rozmnaża się zazwyczaj przez nasiona lub przez podział wiosną lub jesienią. W uprawie może być problematyczny z powodu ekspansywności – mocno rozrasta się za pomocą kłączy.